# 田中幸
田中 幸（たなか さち、1981年1月6日 - ）は、滋賀県湖南市出身の女性プロスノーボーダー。血液型はA型。身長163cm。オークリー契約ライダー。POMPOM WAXチームライダー。2019年現在、長野県佐久市在住。

## 人物・略歴
高校から社会人実業団の8年間、ボート競技を続け、インターハイや国体で優勝。その後、スノーボードに転向。好きな本は東野圭吾の小説。好きな言葉は、自身のブログのタイトルにも掲げている「HAPPYLIFE」。
2008年2月、ニッポンオープンの公開練習中に背骨を負傷する脊髄損傷の大怪我を負う。
2017年10月20日、セイコーウオッチのプロスペックスにおける限定モデルの監修を行う。
2019年1月、長野県佐久市の佐久スキーガーデンパラダで子どもを持つ女性がスノボを楽しむことを目的とした「ハッピーサークル」を立ち上げた。

## 主な成績
- X- TRAIL NIPPON OPEN 2006 RAILJAMセッション：女性部門優勝

## エピソード
- 滋賀県のガールズ・スノーボードチーム「寿」に所属。

## スポンサー
- K2, AIR TO GROUND A SEVEN, OAKLEY, ムラサキスポーツ, SUUNTO, GoPro, boa, trezeta, collc, audryjones, Grag, atla, ROWARD, POM POM, naturalee, TUBBS, (street) mori-nyu, Corazon, よーじや, emu, RISINGWAVE

## テレビ出演
- 2014年ソチオリンピック「スノーボード女子スロープスタイル準決勝・決勝」（2014年2月9日、テレビ朝日） - スタジオ解説
- 『地球イチバン』第4シリーズ「世界一の波の街〜もうひとつのハワイ・ノースショア〜」（2015年1月22日、NHK総合） - 旅人として出演
- 地球イチバン　ミニ「世界一の波の街　ハワイ・ノースショア」（2020年7月18日、NHK BSプレミアム) -リポーター

## 出版

### DVD
- 自身プロデュース
- 『GiRL』（2010年8月28日、チャンピオンビジョンズ株式会社）
- 『SNOWLAB』（2012年9月21日発売 ヴィジュアライスイメージ株式会社）